# Elpidia Polo Ovejas
Elpidia Polo Ovejas, (Valladolid, 16 novembre 1890 - Madrid, 23 desembre 1988) Va ser una mestra espanyola, republicana, socialista, membre de la Federació de Treballadors de l'Ensenyament (FETE) i de la Unió General de Treballadors (UGT). Va patir la repressió Repressió Franquista.

## Trajectòria
Nascuda a Valladolid, era filla de Venancio Polo i Liboria Ovejas, va estudiar a l'Escola Normal de Magisteri, obtenint el títol el 1911. Abans de traslladarse a Madrid, va exercir a Villabaruz de Campos, San Pantaleón de Llosa, Luarca, Estremera i Torrelaguna.
El gener 1922, va signar un manifest a favor de la llibertat de càtedra «conquerida a costa de grans persecucions i sacrificis, contra la qual, s'està pretenent, en va, atemptar des de fa mig segle», aquell document va ser presentat en defensa de Josefa Úriz i Pi, professora de Pedagogia de l'Escola Normal de Lleida, que havia estat expedientada pel rector de la Universitat de Barcelona, perquè el bisbe l'acusava de recomanar als seus alumnes uns llibres que, segons el religiós, propagaven doctrines detestables, dissolvents i pernicioses». Al 1932 va opositar per a la plaça d'Inspectora - Mestra de Primer ensenyament a Madrid. Va aconseguir en propietat una plaça a l'Escola Nacional Unitària núm. 41 del barri de Chamberí i també va ser sòcia numeraria de l'Ateneu de Madrid durant els anys 1932-1934.
En produir-se el cop d'estat de juliol de 1936, es va incorporar com a infermera al Front d'Extremadura. Va ser destinada a la Comandància General de Don Benito (Província de Badajoz) fins al gener de 1937 que va tornar a Madrid per a participar en l'evacuació dels infants cap a la zona de Llevant. Al 1938 es va reincorporar a la seva escola fins al novembre, que es va traslladar a Alacant on, al final de la Guerra Civil amb la derrota del Bàndol republicà, va ser detinguda i traslladada a Madrid. El 30 maig va ser jutjada en Consell de Guerra amb una condemna de trenta anys de presó, sentència, però, que va quedar anul·lada, havent de comparèixer novament a judici el 14 de juny i rebent la pena de mort. Més endavant, el 6 octubre 1939, li va ser commutada a la pena inferior de 30 anys de reclusió i l'1 juny 1943 rebaixada a 12 anys i un dia.
En el Consell de guerra, el fiscal la va acusar d'haver estat miliciana armada; haver prestat serveis a la Comandància General de Don Benito (Badajoz); haver denunciat al comitè una jove que realitzava serveis d'espionatge a favor de l'Exèrcit Franquista i d'haver propagat les seves idees als seus alumnes.
El 19 de juliol de 1941 va ingressar a la presó de Saturrarán (Guipúscoa) de la qual va sortir en llibertat condicional el 7 d'octubre de 1943 marxant a Santander. El 1942, mentre era a la presó, va ser depurada i apartada del magisteri. Al novembre de 1945 vivia a Madrid.
Va morir el 23 desembre 1988.